# REEP4
REEP4 (англ. Receptor accessory protein 4) – білок, який кодується однойменним геном, розташованим у людей на 8-й хромосомі. Довжина поліпептидного ланцюга білка становить 257 амінокислот, а молекулярна маса — 29 395.
| 10         |  | 20         |  | 30         |  | 40         |  | 50         |
| ---------- |  | ---------- |  | ---------- |  | ---------- |  | ---------- |
| MVSWMICRLV |  | VLVFGMLCPA |  | YASYKAVKTK |  | NIREYVRWMM |  | YWIVFALFMA |
| AEIVTDIFIS |  | WFPFYYEIKM |  | AFVLWLLSPY |  | TKGASLLYRK |  | FVHPSLSRHE |
| KEIDAYIVQA |  | KERSYETVLS |  | FGKRGLNIAA |  | SAAVQAATKS |  | QGALAGRLRS |
| FSMQDLRSIS |  | DAPAPAYHDP |  | LYLEDQVSHR |  | RPPIGYRAGG |  | LQDSDTEDEC |
| WSDTEAVPRA |  | PARPREKPLI |  | RSQSLRVVKR |  | KPPVREGTSR |  | SLKVRTRKKT |
| VPSDVDS    |  |            |  |            |  |            |  |            |

A: Аланін

C: Цистеїн

D: Аспарагінова кислота

E: Глутамінова кислота

F: Фенілаланін

G: Гліцин

H: Гістидин

I: Ізолейцин

K: Лізин

L: Лейцин

M: Метіонін

N: Аспарагін

P: Пролін

Q: Глутамін

R: Аргінін

S: Серин

T: Треонін

V: Валін

W: Триптофан

Кодований геном білок за функцією належить до фосфопротеїнів. 
Задіяний у таких біологічних процесах, як клітинний цикл, поділ клітини, мітоз, альтернативний сплайсинг. 
Локалізований у мембрані, ендоплазматичному ретикулумі.